# 御廟表塚古墳
御廟表塚古墳（ごびょうおもてづかこふん）は、大阪府堺市北区中百舌鳥町4丁にある古墳。百舌鳥古墳群を構成する古墳の1つで、国の史跡に指定されている。

## 構造
前方部を西に向けた前方部が短い帆立貝形前方後円墳（帆立貝形古墳）である。1942年（昭和17年）撮影の航空写真では、古墳の西側を通る南北道まで前方部を確認できるが、1961年（昭和36年）撮影の航空写真では前方部が削平され畑となっている。現状では、前方部が無く、濠も後円部側の一部を残し埋め立てられている。後円部は2段筑成で、発掘により後円部から前方部に延びる円筒埴輪列が見つかっている、墳丘盛土下層に、灰白色系のシルトが前面に敷かれ、これは百舌鳥古墳群の他の古墳でも見られることから、墳丘構築上の一つの工法と考えられている。断定はできないが、くびれ部分に造り出しを持つ可能性があり、またくびれ付近を中心に蓋形埴輪などが見つかっている。
現在、残存する墳丘部分は、堺市が指定する緑の広場として、すぐ傍にある、大阪府天然記念物の「百舌鳥のくす」とともに、憩いの場として一般に開放されている。

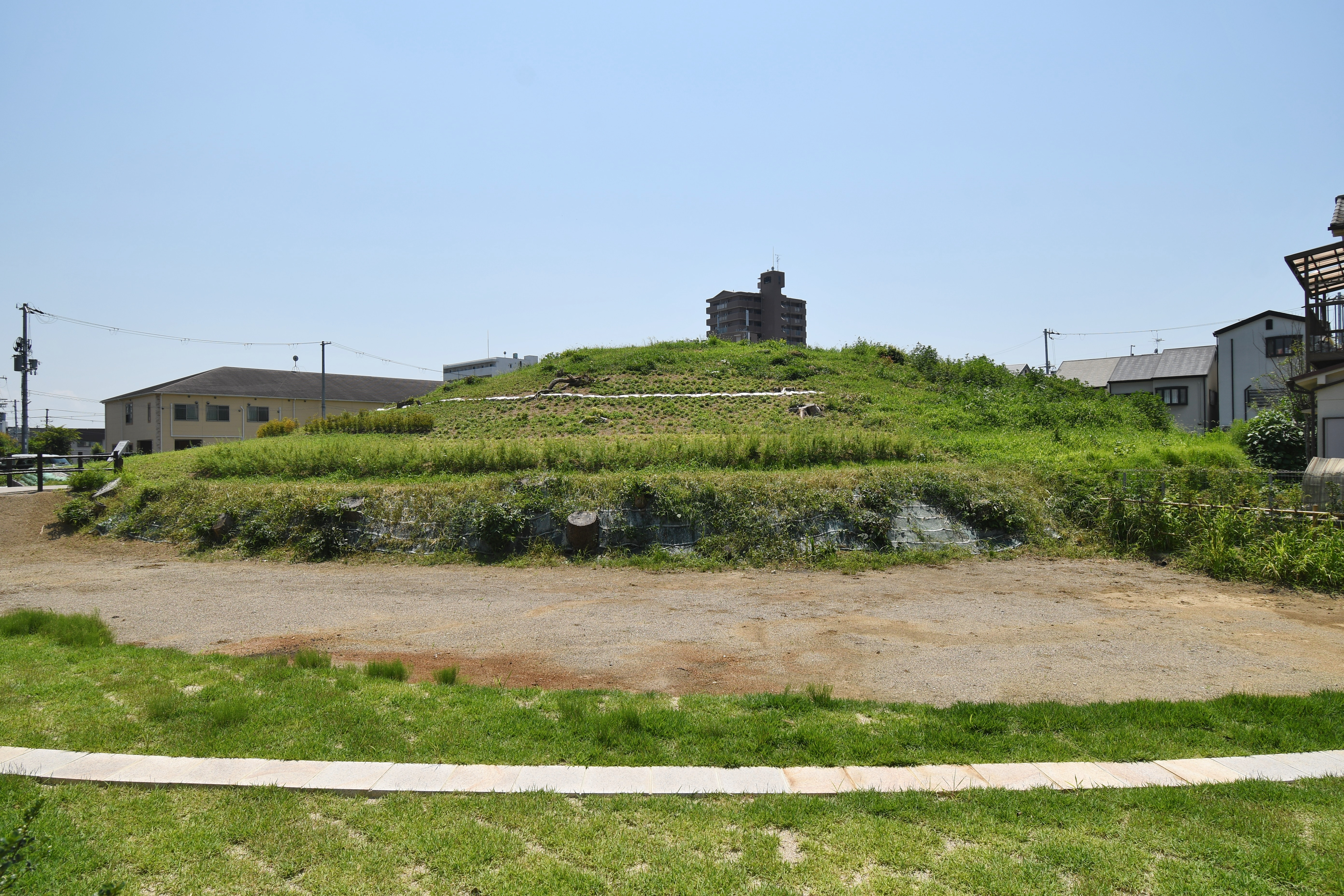
後円部墳丘（整備後）
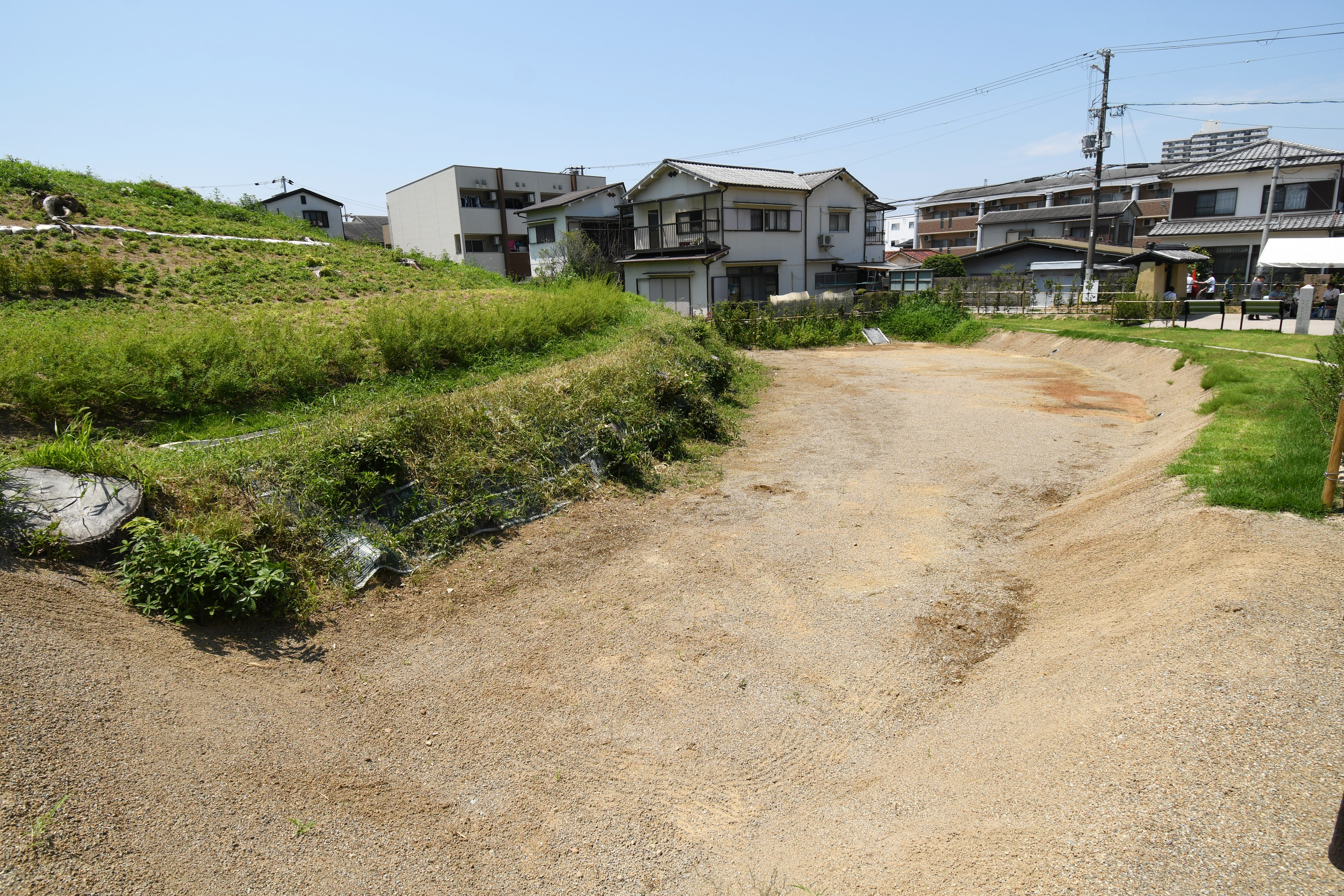
周濠（整備後）
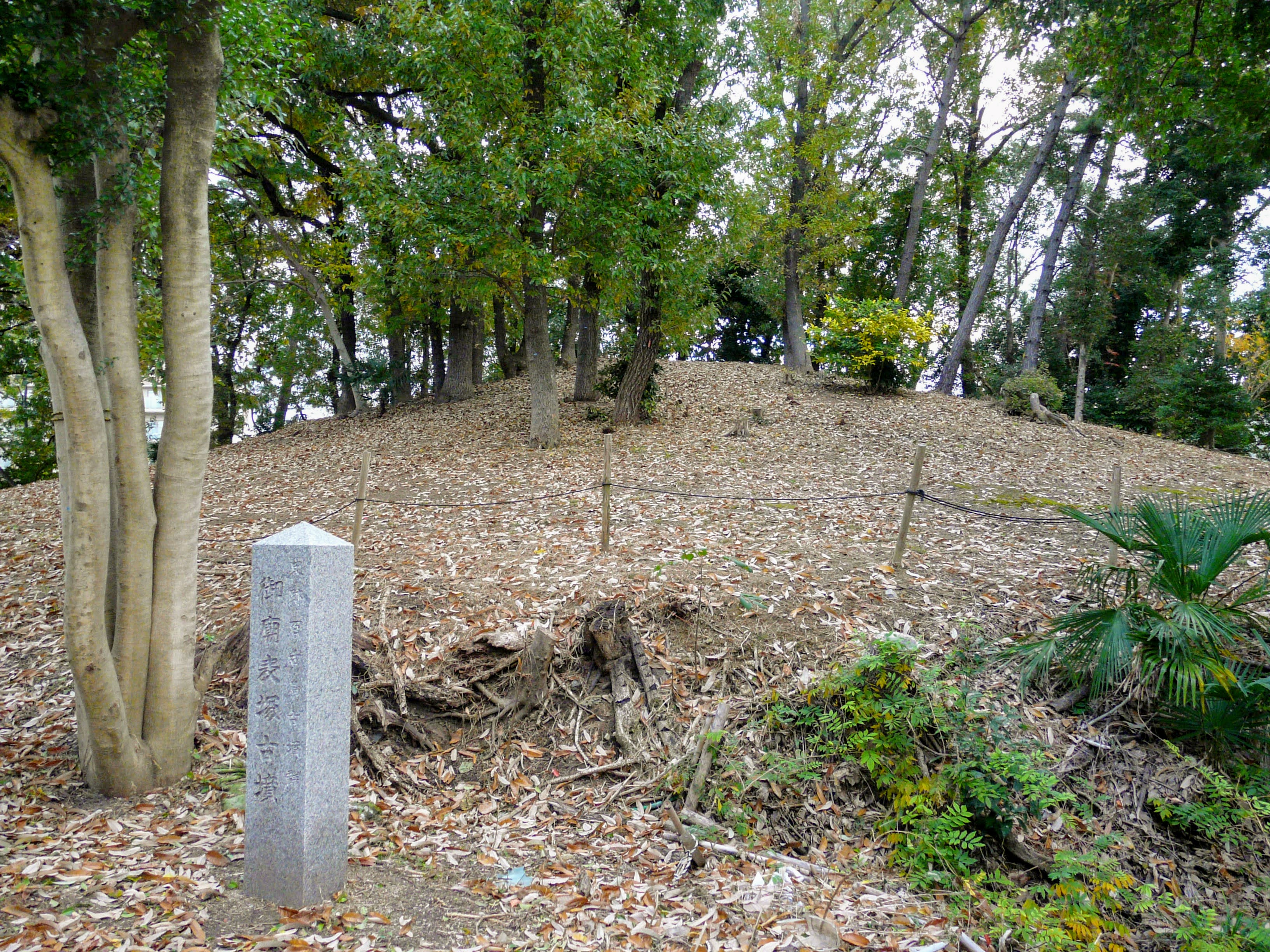
後円部墳丘（整備前）
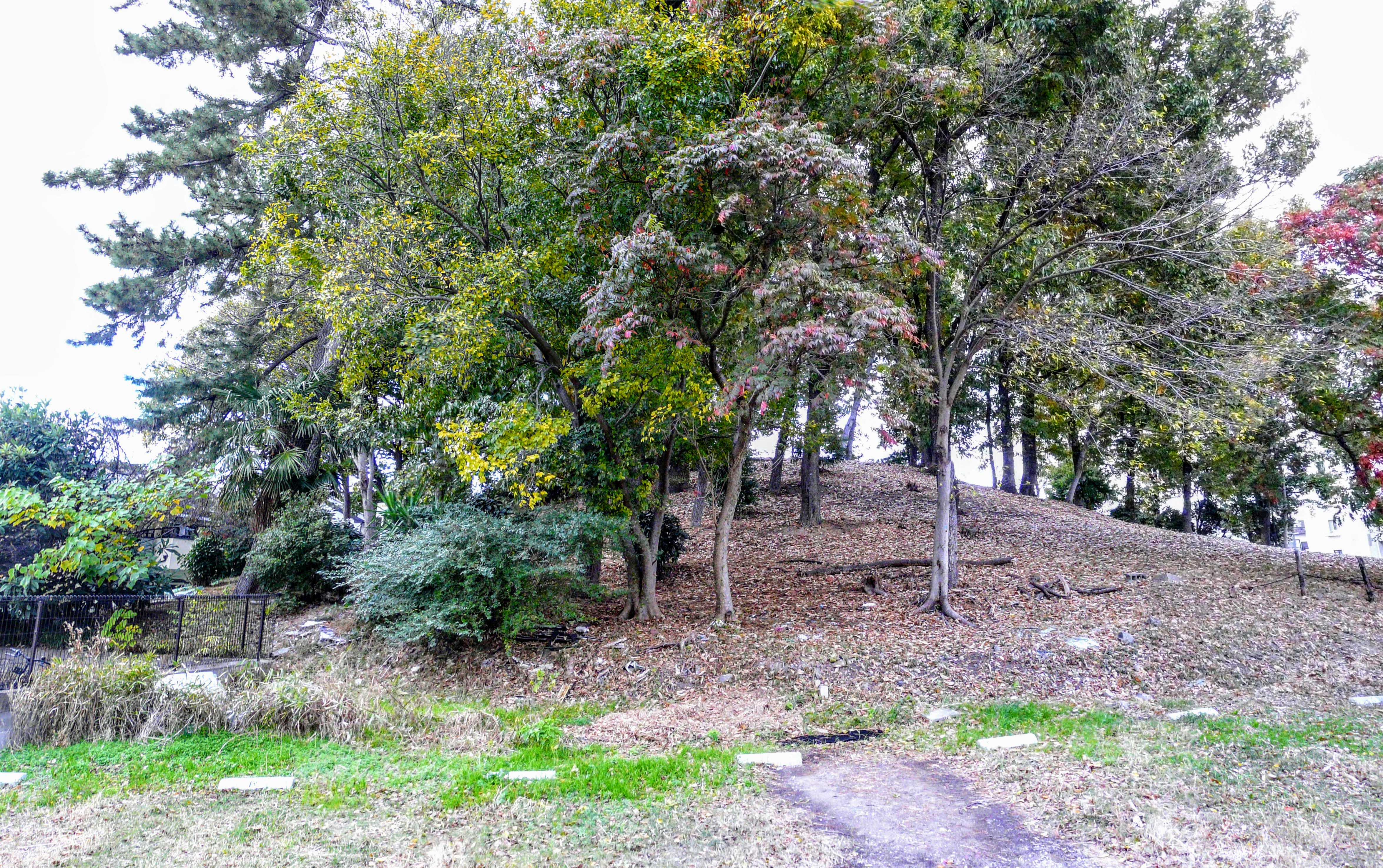
墳丘、前方部は削られ円墳の様に見える。（左方が本来の前方部、整備前）
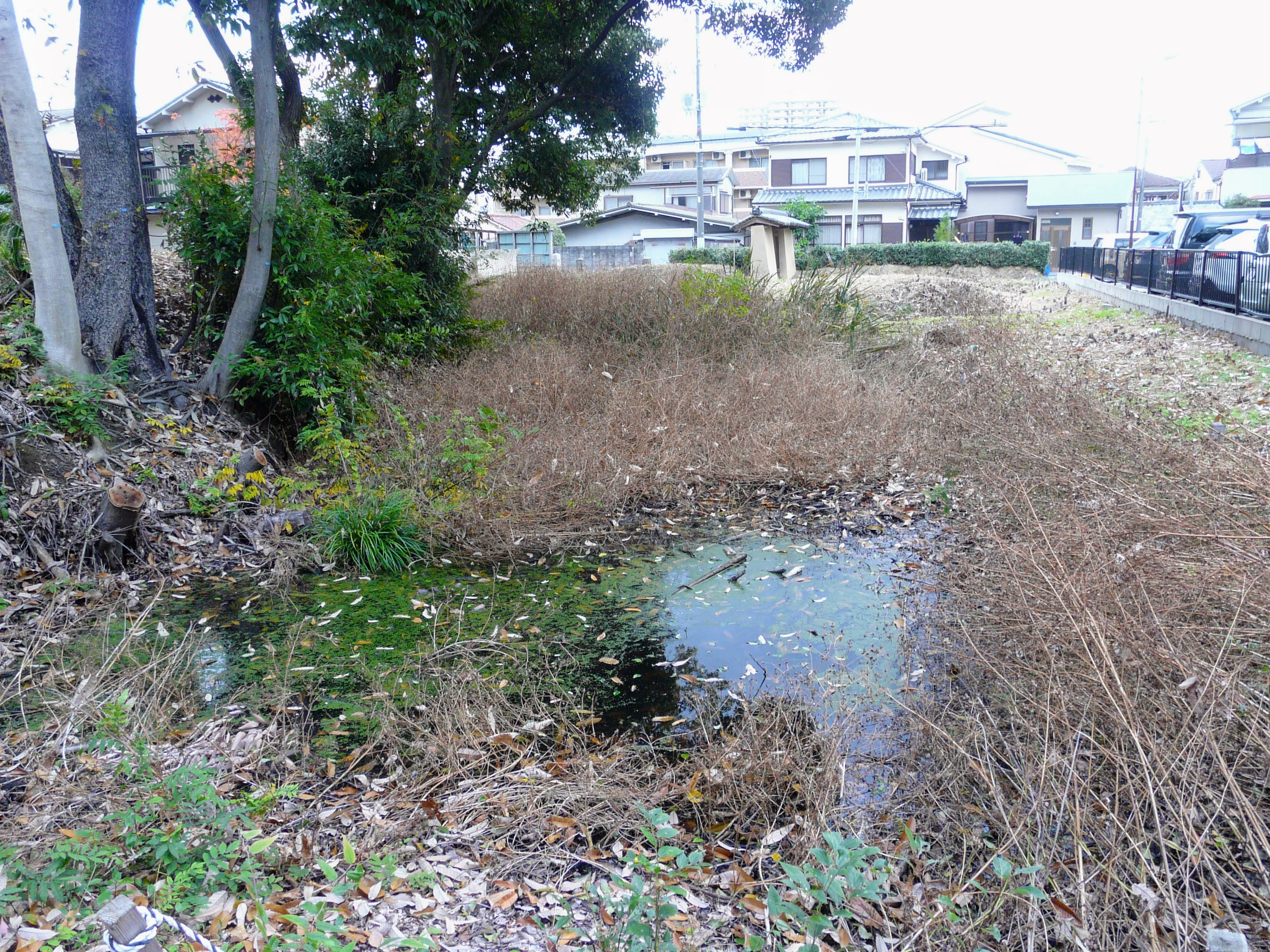
後円部に一部だけ残る周濠（国の史跡に指定されている、整備前）

## 規模
古墳の規模は以下の通り。現状において、前方部が削平され、周濠も埋められた状態のため、発掘調査に基づく推定復元規模である。
- 墳丘長 - 84.8メートル。
- 後円部
  - 直径 - 67.6メートル
  - 高さ - 8メートル
- 前方部
  - 幅 - 32.0メートル

## 調査概要
- 1987年（昭和62年） - 後円部南西側の濠の発掘調査が行われた[2]。
  - トレンチが3箇所設けられた。
    - 濠の両肩で地山を確認し、濠の埋土から、葺石と考えられる礫は出土しなかったが、円筒埴輪と蓋型埴輪が出土した。

この発掘で、幅9.6メートル、深さ1.45メートルの濠が確認された。
- 1994年（平成6年）6月 - 前方部側の濠と推定できる箇所で試掘調査が行われた[2]。
  - No9 - 12の4か所の試掘が行われた。
    - No9 - 撹乱のため肩の位置が判明せず。
    - No10 - 撹乱直下で地山を確認。
    - No11 - 濠の堆積土を確認し、濠の深さは0.55メートルを確認し、場所は濠の肩付近と考えられた。
    - No12 - 濠の堆積土が良好に確認でき、深さは0.8メートルを確認できた。下層には埴輪を多く含み、堆積土から葺石と考えられる礫が出土し、前方部の濠が良好に残っていることが確認できた。

No9 - 11の所見から、前方部前面の濠の外肩の位置を推定することができた。
- 1999年（平成11年）11月、2000年（平成12年）2月に削平された前方部、切り通し部の試掘・立ち合い調査が行われた[5]。
  - No1 - 8の8箇所で調査が行われた[5]。
    - No1 - 4 - 前方部北側の濠の北肩を確認し、濠の深さは0.46メートルを確認した。
    - No5 - 前方部北側の濠の南肩を確認し、濠の深さは0.48メートルを確認した。
    - No6・７ - 新しい盛土の下に地山を確認し、前方部の盛土が完全に削平されていることが判明。
    - No8 - 前方部西側の濠の堆積土を確認し、濠の深さは0.23メートルを確認した。

  - 開発に伴う前方部の切り通しに擁壁の設置工事が行われるにあたり立ち会い調査を行った[5]。
    - 南端部分が大きく撹乱されていたが、前方部の盛土の状況は良好に確認できた。
    - 前方部南側で埴輪列を確認し、埴輪列は幅0.9メートル、深さ0.25メートルの溝状の掘り込みに円筒埴輪が据えられ、東西方向に2個並んでいた。調査後に埋め戻す際に多数の円筒埴輪片が採取されたが、本来数個の埴輪が並んでいた可能性が高い。

調査結果から、本古墳を推定復元すると、周濠のある全長75メートルの前方後円墳と推定できた。後円部の濠と切り通しの観察から、墳丘の基部は地山を削り整形していると判明。前方部の盛土の厚さは、円筒埴輪列の位置で0.72メートルで、高さは推定1.45メートルと低い。葺石は原位置を保つものは確認できなかったが、表土や堆積土から出土しているので、葺石が施工されている可能性が高い。
- 2008年（平成20年） - 地中レーダ探査[6]。
  - 発掘調査の予備調査として、掘削を伴わない非破壊検査を行った。
    - 周濠部 - 墳丘の南側にある道路、駐車場、および墳丘の北側の住宅地脇で、反射面の落ち込みが見られた。これまでの試掘調査結果および分布形状から周濠と推定できた。なお、周提や外濠を推定できるようなデータは得られなかった[7]。
    - 墳丘部 - 後円部で多数の平坦な反射面が検出され、断面形状、検出位置から墳丘の外部施設の「テラス」の可能性が高い[7]。

後円部南側の現状・道路部分の周濠が地中レーザー探査により具体的な位置が把握できた。また後円部北側の周濠は、今まで南側の想定周濠図面を墳丘の主軸線上で折り返すことで想定するしか無かったが、今回の調査で限られた空間ではあるが連続した断面を得られた。それら結果は、従来の調査による想定範囲に収まるもので従来の想定を補足することとなった。測量図から1段目テラスのの存在が想定される高さで、連続的な反射像があり、何らかの遺構の存在が推定でき、また既存の調査で埴輪が出土した高さとも矛盾せず、テラスの位置と想定できた。墳頂部では埋葬施設、または、これに関する遺構が存在することが想定でき、その位置、範囲、深度に関する情報が、今後、これらを発掘調査を計画する際に有効だと考えられた。
- 2012年（平成24年） - 墳丘の残存状況と墳丘規模、特に墳丘第2段斜面の裾、葺石の確認、第1テラスと埴輪列の確認を目的として発掘調査を行った[8]。また、第2段斜面の裾と第1段テラスの埴輪列を復元し、墳丘規模と墳丘主軸を求められることも期待された[8]。
  - 調査場所は8区画が設定された[8]。
    - 1区 - 墳丘北東部の濠の外側に周囲よりも60センチメートルの高まりを持つ竹林に、周濠の外肩、周提、外周溝の有無を確認する目的で設定[8]。
      - 層序 - 表土、近世から近代の客土、地山に大別できた。周提の可能性があると考えていた高まりは、下層の遺構から近代、もしくは19世紀以降の盛土であると判明した[8]。
      - 遺構 - 濠、井戸、土杭、溝などを検出したが、葺石や埴輪は確認できなかった。周濠部分で肩は底に向かい傾斜後、平坦になってから再び傾斜する。この部分からは葺石、埴輪は確認できなかった。濠以外の遺構の井戸などは、近世以降の遺構と考えられ、その場所からは、埴輪片、18世紀代の肥前磁器、土師質土器、青磁、陶器、瓦片が出土した[8]。

    - 2区 - 1区と濠を挟んだ対岸の墳丘上に設定[8]。
      - 層序 - 表土、墳丘被覆土、墳丘盛土、古墳築造時の基盤層、地山に大別できた。墳丘崩落土と考えられる部分から葺石と思われる礫、埴輪片が含まれていた。第2斜面裾付近で礫が多く含まれた。第1テラス部分で白いシルトが広く確認でき、他の調査区でも確認され、本古墳の墳丘盛土最下層に全面的に積まれたと推測できた。グワショウ坊古墳や長塚古墳でも同様に灰白色シルトが下層に積まれているので、墳丘構築の工法の一つと考えられる[9]。
      - 遺構 - 第1テラスの埴輪列、第2段斜面の裾と葺石を検出。埴輪列は5個体を確認し、第2段途中まで残存していた。埴輪列から３メートル墳丘側の地点で第2段斜面の裾と葺石を検出した。本調査区南側で噛み合うように敷かれた葺石が検出され、原位置を保つと考えられる[10]。

    - 3区 - 1987年（昭和62年度）調査の第2トレンチと連結する位置に設定[11]。
      - 層序 - 表土、墳丘被覆土、墳丘盛土、古墳築造時の基盤層、地山に大別できた。墳丘被覆土から肥前磁器、刷毛目唐津、堺擂鉢を含む陶磁器類、土師質土器などを多く含み、近世以降の人為層であった。第2斜面裾付近では、埴輪、葺石多く含み、他の遺物は含まず、墳丘盛土と似ていることから墳丘崩落土と考えられる。第1テラス部分では灰白色シルト層が主体であった[11]。
      - 遺構 - 埴輪列の痕跡が全く確認できなかった[12]。

    - 4区 - 後円部墳丘南西裾に設定[12]。
      - 層序 - 表土、墳丘被覆土、墳丘盛土を確認したが、古墳築造時の基盤層と地山は確認していない。墳丘直上にまで肥前磁器、瓦などが含まれ、近世の物と考えられる。埴輪は極めて少量で、葺石もほとんど見られなかった。第1テラスでは黄色シルトを確認したが、他区同様の第1テラス懸想に積み上げられたシルト層と考えられた[12]。
      - 遺構 - 第1テラスの埴輪列、瓦質土器集積意向を検出。墳丘側から7.3メートルの地点で墳丘の傾斜変換店を検出し、葺石、基底石は無いが、この付近が第2段斜面の裾と考えられる。斜面裾から濠側へ3メートルの地点で埴輪を検出、この埴輪から80センチメートルの地点で瓦質土器皿の集積遺構を検出。口縁部を下に向け複数枚重なり出土し、地鎮などの祭祀に使われた可能性が考えられる。皿は15世紀後半と考えられ古墳が築かれた後に、人の手が加わった遺構である[13]。

    - 5区 - 1999年（平成11年度）の立ち合い調査で検出した埴輪列の延長を確認するために設置[14]。
      - 層序 - 表土、旧耕土、墳丘盛土を確認。旧耕土は、昭和のころまで耕作が行われていたと考えられ、耕作土を排除すると埴輪列を検出。墳丘盛土は、粘土、砂礫を主体とし、その下層に、他調査区同様に淡黄色シルト層を確認した[14]。
      - 遺構 - 後円部を巡る埴輪列と、前方部へ続く埴輪列を検出。一部、小型の埴輪が含まれていた。他の調査区よりも蓋型埴輪など形象埴輪が多いのが特徴である[15]。

    - 6区 - 1999年（平成11年度の）の立ち合い調査で確認できなかった北側の埴輪列の検出を目的に設置[16]。
      - 層序 - 表土、旧耕土、墳丘盛土を確認。東壁の一部と南壁に墳丘被覆土を認めるが、瓦片がある事から近世の人為層と考えられた[16]。
      - 遺構 - 後円部と前方部の境の埴輪列を検出した。検出した埴輪の径は、おおむね19-25センチメートルだが、数個に1個の割合で14センチメートルと小ぶりの埴輪が据えられている。これは2区や5区の調査区でも同様の傾向が見られた[17]。

    - 7区 - 北側のくびれ部に設定[18]。
      - 層序 - 表土、墳丘被覆土、墳丘盛土を確認。墳丘被覆土に近代以降の盛土が含まれ、近世 - 近現代にかけ大きく削り取られ、利用されていたと思われる[18]。
      - 遺構 - 第2段斜面裾の葺石、第1テラスの礫敷き、埴輪列を検出、葺石は調査区中央付近で検出。北壁付近で量は少ないが直径5 - 13センチメートル前後の礫がしっかり噛み合うように積み重なっていたため、葺石は原位置を保っていると考えられる[18]。

    - 8区 - 埴輪列より濠側の状況を確認するために設定[19]。
      - 層序 - 表土、墳丘被覆土、墳丘盛土、古墳築造時の基盤、地山を確認。墳丘被覆土に、瓦や肥前磁器などを含み近世 - 近代に整地されていると考えられた。第1段テラスよりも地山を深く削り込んだ上に盛土が行われており、平坦面のある墳丘盛土が存在した可能性が高く、第1段テラスよりもさらに1段下がった位置に平坦面（テラス面）が存在することになり、この位置に造り出しが付属していた可能性がある。
      - 遺構 - 第1段テラスの埴輪列を検出した。

出土遺物 - 今回の調査では遺物収納コンテナで17箱分の遺物が出土した。その9割以上が埴輪の小片で、他に須恵器甕、瓦質土器皿、青花碗、肥前磁器などの磁器類、唐津、信楽、堺などの陶器類、土師質土器甕、火鉢、炮烙、竈、羽釜（施釉）、瓦質土器羽釜、透明釉皿、瓦、ミニチュア製品などが出土している。埴輪以外の出土品で、中世以前の遺物は、須恵器甕、瓦質土器皿、青花碗の13点のみで、他は全て近世から近代の遺物だった。出土の埴輪は大部分が円筒埴輪で、形象埴輪は6点。須恵器甕は表土付近から出土し、古墳に伴うものかは不明である。
本古墳は削平や撹乱を受けているが、旧状をよく留めていることが確認できた。近世から近代に、人為的活動が墳丘直上まで及んでいたが、各調査区で葺石や埴輪列を検出することができ、古墳内容についても多くを得ることができた。
第一テラス - 第1段斜面との境が明瞭ではないが、3区、8区の状況から幅は約4.5メートルに復元できる。古墳時代の基盤層から50 - 80センチメートルの盛土が行われ、傾斜角は2 - 4度と想定できる。盛土にさいし、最下層に黄褐色系の砂粒混じりのシルトおよび、灰白色シルトを前面に敷いたことが推測できた。
埴輪列 - 第1テラス上で、3区以外の全調査区から検出した。第2段斜面裾から約3メートル、想定テラス端まで約1.5メートルの位置に並べられており、テラス面を2：1に内分する位置にあたる。
第2斜面裾と葺石 - 第2段斜面の裾部で葺石を検出。葺石は長径5 - 13センチメートルと小振りで、7区では基底石も確認した。全体的に葺石の状況は良好ではなく、特に斜面上部は自然法楽などにより失われているようである。今回の調査では、段築が2段か3段かの確認はできなかったが、想定される斜面傾斜角、墳頂部の高さから、2段の可能性が高いと考えられる。地中レーダ測量で指摘されている埋葬施設の有無は今後の課題となった。
造出 - 後円部南部のくびれ部付近で、造出を持つ可能性があった。1999年（平成11年度）の立ち合い調査で濠への落ちが確認できなかったことから、北側にもその可能性が考えられる。
周提・周濠 - 今回検出した埴輪列と第2段斜面裾は、ほぼ完全に同心円の正円上に配置されていた。この正円から後円部の中心を求め、前方部は埴輪列からテラス端までを1.5メートルと仮定し、試掘・立ち合いで得た地山と濠埋土との関係から、埴輪列とテラスの端を導き出した。これにより前方部の中心線と、後円部の中心点を結び主軸を求め、前方部前面と濠外肩の方向を導いた。これらより、復元される本古墳の全長は84.8メートル、後円部径67.6メートル、前方部幅32.0メートルとなった。
本古墳の築造時期は、円筒埴輪の年代観より5世紀後半、ニサンザイ古墳と同時期かやや後と考えられる。

## 出土品
当古墳関連遺物として、円筒埴輪、蓋型埴輪、朝顔形埴輪、家型埴輪などが出土している。

## 文化財

### 国の史跡
史跡：百舌鳥古墳群を構成する19古墳のうちの一つとして、史跡に指定されている。指定範囲として、後円部及び北東隅に残された周濠の一部が指定されている。
- 2014年（平成26年）3月18日に、史跡に既指定されている7古墳（いたすけ古墳、長塚古墳、収塚古墳、塚廻古墳、文珠塚古墳、丸保山古墳、乳岡古墳）を統合し、御廟表塚古墳、ドンチャ山古墳、正楽寺山古墳、鏡塚古墳、善右ヱ門山古墳、銭塚古墳、旗塚古墳、寺山南山古墳、七観音古墳、グワショウ坊古墳を追加指定し、名称が百舌鳥古墳群と改められた[22]。
- 2018年（平成30年）10月15日に、御廟山古墳内濠が追加指定された[23]。
- 2019年（平成31年）2月26日に、ニサンザイ古墳内濠が追加指定された[24]。

## 交通アクセス
- 南海高野線中百舌鳥駅下車、徒歩約500メートル。